# 앤디 화이트
앤디 화이트(Andy White, 본명은 앤드루 화이트(Andrew White), 1930년 7월 27일 ~ 2015년 11월 9일)는 영국 스코틀랜드 지방에서 출생한 미국의 남성 재즈 록 음악 드럼 연주자 겸 레코딩 엔지니어이다.

## 생애
12세 때였던 1942년 영국 스코틀랜드 파이프 밴드의 드러머로 첫 데뷔하였고 그 후 영국에서 재즈 드러머로 활동하였으며 1963년 영국 록 음악 밴드 비틀즈(Beatles)의 대리 드러머로 잠시 활동하였다. 1966년에는 잉글랜드 런던에서 레코딩 엔지니어로 첫 입문하였다. 그 후 1982년 미국 뉴저지주 콜드웰로 건너가 미국 시민권을 취득하였고 그곳에서 재즈 록 드러머로 활동하였다.

## 같이 보기
- 조지 마틴
- 오노 요코
- 브라이언 엡스타인
- 지미 니콜
- 토니 셰리던
- 스튜어트 서트클리프
- 링고 스타
- 피트 베스트